# Denis Rooke
Sir Denis Eric Rooke (2 avril 1924 - 2 septembre 2008) est un industriel et ingénieur anglais.

## Jeunesse
Denis Eric Rooke est né à New Cross, Londres, fils cadet de Frederick George Rooke, imprimeur et voyageur de commerce, et de sa femme Ada Emily née Brown . Il fréquente la Westminster City School et la Addey and Stanhope School avant d'étudier le génie mécanique à l'University College de Londres et d'obtenir un diplôme de première classe en 1944. Il sert ensuite dans REME en Grande-Bretagne et en Inde jusqu'en 1949, atteignant le grade de major . Il étudie pour un diplôme de troisième cycle en génie chimique au Collège universitaire qu'il obtenu en 1949. Il épouse Brenda Evans (née en 1922) le 22 janvier 1949 à Deptford, Londres. Elle est une chercheuse fournissant des services de recherche  et ils ont une fille, Diana.

## Carrière
À partir de 1949, il travaille dans l'industrie du gaz, d'abord sur les sous-produits du Goudron de houille à l'usine de gaz métropolitaine du Sud où il est nommé directeur adjoint de l'usine de goudron en 1954. Il est détaché auprès de North Thames Gas en 1957 pour travailler sur la réforme des procédés de production de gaz de ville à partir de gaz naturel et de pétrole . Il travaille sur le gaz naturel liquéfié (GNL)  pionnier du transport maritime de GNL ,. Il est à bord du navire, le Methane Pioneer, effectuant la première livraison à Canvey Island de GNL au Royaume-Uni en 1959 .
Rooke rejoint le conseil d'administration du Gas Council en 1966 en tant que membre de la production et des approvisionnements, avec la responsabilité du développement des gisements de gaz. Sa plus grande réussite est d'aider à acheminer du Gaz naturel de la mer du Nord vers des locaux domestiques, commerciaux et industriels à travers la Grande-Bretagne. Cela implique la conversion de tous les appareils à gaz et la construction d'un réseau de canalisations à haute pression. Il affirme qu'il s'agit "peut-être de la plus grande opération en temps de paix de l'histoire du pays" .
Il devient vice-président du Gas Council en 1972 et, avec le président, Sir Henry Jones et Sir Arthur Hetherington, il est responsable de la fusion du Gas Council et de 12 offices du gaz distincts dans la British Gas Corporation en 1973 .
Rooke est nommé président de la British Gas Corporation en 1976 . Il est impliqué dans plusieurs controverses. Le Conseil du gaz forme un consortium pour rechercher et produire du gaz offshore. En même temps, elle est chargée d'acheter le gaz produit par d'autres sociétés. Les entreprises insistent sur une approche fondée sur la valeur marchande des prix alors que le Conseil du gaz achète, à moindre coût, le gaz au prix coûtant . Le gouvernement conservateur arrivé au pouvoir en 1979 souhaite réformer les industries nationalisées. Le gouvernement insiste pour que British Gas se départisse de ses intérêts dans l'exploration et la production pétrolières . Ceci est réalisé grâce à la création d'Enterprise Oil. En 1986, British Gas est introduite en bourse ; Rooke insiste pour que British Gas soit privatisée en tant qu'entité intégrée. Cependant, il est bientôt divisé en trois parties : Centrica, BG Group et Lattice. Rooke reste président jusqu'à sa retraite en 1989.
Il est nommé CBE en 1970 et fait chevalier en 1977  et reçoit l'Ordre du mérite en 1997. Il est Chancelier de l'Université de Loughborough de 1989 à 2003 et un bâtiment porte son nom . Il devient membre de la Royal Society en 1978 et reçoit la Médaille Rumford en 1986. Il est président de la Royal Academy of Engineering de 1986 à 1991 et la médaille Prince Philip en 1992 . Il est administrateur du Science Museum de Londres de 1983 à 1995, président de 1995 .
Denis Rooke est décédé d'un cancer le 2 septembre 2008. Lady Rooke est décédée en 2017 .